# Российская коммунистическая партия (интернационалистов)
Российская коммунистическая партия (интернационалистов) (аббрев. РКП(и)) — российская незарегистрированная политическая организация, стоящая на марксистских позициях и выступающая за построение социализма и коммунизма. Возникла на фоне раскола в российском коммунистическом движении, вызванного вооружённым конфликтом между Россией и Украиной. Образована в июне 2024 года бывшими членами РКРП, ОКП и ряда других внесистемных коммунистических объединений, занявшими интернационалистическую позицию в оценке конфликта и осудившими провоенную позицию части российских левых как социал-шовинистическую.

## История
Коммунистическое движение постсоветской России никогда не представляло собой единого целого. Как и аналогичным идейно-политическим течениям в других странах, ему присущи разные тенденции, дробление на ряд организованных и неформальных сообществ, имеющих полярные точки зрения в плане идеологии, стратегии и тактики, агитации и пропаганды, оценки политических и социально-экономических реалий, оценки советского опыта и опыта стран народной демократии, отношения к тем или иным идеологическим традициям (сталинизм, троцкизм, маоизм, ходжаизм и др.). Практически для всех российских коммунистических сообществ, которые так или иначе стоят на позициях марксизма, также характерно непризнание наиболее известной российской компартии – КПРФ – в качестве революционной и подлинно-коммунистической политсилы, хотя взгляды на возможные формы взаимодействия с ней разнятся.

Митинг РКП(и) в Новосибирске. 1 мая 2025 года

Начало военных действий в 2022 году вызвало принципиальные разногласия среди российских коммунистов и вскрыло противоречия во многих объединениях, в том числе в РКРП и ОКП. Ряд партий и организаций, включая КПРФ, и отдельных публицистов левого толка поддержали российское нападение на Украину, аргументируя свою позицию необходимостью «борьбы с империализмом Запада и украинским фашизмом». Другая часть, не отрицая усиление ультраправой реакции на Украине и её зависимость от стран Запада, оценила действия российского руководства как проявление собственных империалистических амбиций, враждебных интересам трудового населения России и Украины, отмечая при этом существенное усиление внутрироссийских реакционных тенденций. За второй группой закрепилось самоназвание «интернационалисты», означающее приверженность принципам пролетарского интернационализма, который ставит классовую солидарность пролетариата превыше межнациональных разногласий. Коммунисты-интернационалисты именуют оппонентов «социал-шовинистами» или, отказывая им в какой-либо принадлежности к рабочему движению, просто «шовинистами». Те, в свою очередь, используют в отношении интернационалистов пейоратив «нетвойнисты».
Аналогичный раскол произошёл и в украинской левой среде: «Рабочий фронт Украины» считает российско-украинское противостояние империалистическим с обеих сторон, в то время как ряд объединений анархистского, социал-демократического и троцкистского толка («Украинская социалистическая лига», «Социальный рух», «Революционное действие») настаивают на оборонительном и антиимпериалистическом характере войны со стороны Украины, а определённая часть украинской левой политической эмиграции поддерживает действия России (например, «Боротьба»). Компартии других стран также разделились в оценке российско-украинского конфликта.
«Борьба за умы» между интернационалистами и социал-шовинистами приобретает особое значение на фоне роста популярности социалистических идей в российском обществе. Кроме того, в отличие от либеральной оппозиции, коммунисты сохраняют организационную субъектность на территории России и, несмотря на ужесточение цензуры, транслируют различные точки зрения в публичном поле. Со стороны властей предпринимаются репрессивные меры, в том числе ряд громких уголовных дел с 2022 года.
28 сентября 2023 года группа коммунистов-интернационалистов опубликовала заявление «За революционное обновление коммунистического движения России», в котором даётся резкая критика политики российской власти и тех левых, которые её в какой-либо степени поддержали. В этом заявлении было объявлено о намерении создать новую коммунистическую партию, которая была бы свободна от провоенных активистов. Документ составлен бывшими членами РКРП и ОКП, вышедшими из этих партий из-за провоенной позиции их руководства.

Митинг РКП(и) против блокировки YouTube. Новосибирск, 6 октября 2024 года

22-23 июня 2024 года в Московской области состоялся учредительный съезд Российской коммунистической партии (интернационалистов), который принял устав и программу партии, избрал Центральный комитет и Центральную контрольно-ревизионную комиссию. 28 июня о создании РКП(и) было объявлено публично. В РКП(и) объединились группа «Красный поворот», «Организация пермских коммунистов», «Открытая коммунистическая платформа интернационалистов», «Коммунистическая инициатива» и группа бывших членов московской организации РКРП; представители этих групп стали членами РКП(и) с момента её основания. Все лица, вступающие в РКП(и) позже, проходят кандидатский стаж; партийным уставом также предусмотрен статус «сторонника». Программа партии содержит ряд положений коммунистического и общедемократического характера, призывает к разрыву с оппортунистами и ревизионистами, декларирует стремление к созданию нового коммунистического интернационала для борьбы за мировую революцию.

## Деятельность
РКП(и) не признаёт КНР в качестве социалистического государства, оценивая её политику как империалистическую, в то время как ряд компартий разных стран занимает прокитайскую позицию. Для последних обычно характерна поддержка и российской внешней политики как антифашистской. При этом значительная часть мирового коммунистического движения, включая компартию Греции, относит КНР и Российскую Федерацию к империалистическим силам.
В настоящий момент РКП(и) занимается агитационно-пропагандистской работой, критикуя внутреннюю и внешнюю политику российского руководства с марксистских позиций и выступая за коренное переустройство общества на принципах диктатуры пролетариата и пролетарского интернационализма; конечная цель – построение коммунизма. Партия также проводит публичные мероприятия, включая митинги и одиночные пикеты.
6 октября 2024 года усилиями РКП(и) в Новосибирске состоялся единственный в России митинг против блокировки ютуба.